# Partido de Unidade Nacional do Camboja
O Partido de Unidade Nacional do Camboja (CNUP) (em cambojano: គណបក្សសាមគ្គីជាតិកម្ពុជា ou Kanakpak Samakki Cheat Kampuchea)  foi um partido político criado pelo Quemer Vermelho em 30 de novembro de 1992 durante a Autoridade Transitória das Nações Unidas no Camboja para participar das eleições daquele ano.  O partido foi liderado por Khieu Samphan e Son Sen. Ele sucedeu o Partido do Kampuchea Democrático depois de 1993.  Tal como aconteceu com o Partido do Kampuchea Democrático, o Exército Nacional da Kampuchea Democrática foi dito ser seu braço armado.  O seu objetivo professo em sua fundação era "trabalhar no sentido de implementar uma democracia multipartidária liberal."  a sua estação de rádio era conhecida como a Voz da Grande Frente União Nacional do Camboja até ser substituída, em julho de 1994 pela Radio do Governo Provisório da União Nacional e Salvação Nacional do Camboja. 
Apesar de seu desejo declarado de disputar as eleições de 1993, o Quemer Vermelho logo ficou em várias disputas com autoridades das Nações Unidas no Camboja, que culminou com a sua vontade de boicotar as eleições. Posteriormente, a UNTAC decidiu não realizar eleições em áreas sob controle do Partido de Unidade Nacional do Camboja.  Na época, foi estimado que cerca de seis por cento da população do Camboja vivia em áreas sob controle do Quemer Vermelho.  Em julho de 1994, o Partido do Kampuchea Democrático foi declarado ilegal pelo governo e o auto-proclamado "Governo Provisório da União Nacional e Salvação Nacional do Camboja"  foi subsequentemente criado com a participação de membros do Partido de Unidade Nacional do Camboja.
Em agosto de 1996, o partido sofreu uma divisão quando Ieng Sary e seus seguidores no noroeste do Camboja romperam e fundaram o Movimento de União Democrática Nacional e, em maio de 1997, Khieu Samphan fundou o Partido Nacional da Solidariedade Quemer depois de desertar do Quemer Vermelho.